# Джон Ерікссон
Джон Е́рікссон (англ. John Ericsson, уроджений швед. Johan Ericsson; 31 липня 1803, Лонгбан, Вермланд, Швеція — 8 березня 1889, Нью-Йорк, США) — американський інженер та винахідник шведського походження. Найбільше відомий як творець першого броненосного корабля ВМС США «Монітор». Він також спроектував локомотив «Новелті» у партнерстві з інженером Джоном Брейтвейтом. Джон Ерікссон вважається винахідником гребного гвинта у суднобудуванні.
Його молодшим братом був Нільс Еріксон, також знаменитий інженер.

## Біографія

### Ранні роки (1803—1826)
Олаф, батько Джона, був начальником рудників-копалень у Вермланді. У 1810 він втратив багато грошей на спекуляціях, і сім'я була змушена переїхати у Форсвік. На новому місці батько працював керівником підривних робіт під час будівництва Гета-каналу, а його сини проходили стажування на підприємстві, відповідальному за проект каналу. У віці 14-ти років Ерікссон уже добре розбирався у геодезії.
У віці 17 років, він пішов на службу армію у рейнджерський полк провінції Ємтланд, у чині другого лейтенанта, але незабаром отримав звання лейтенанта Сухопутних військ Швеції, і був направлений на північ країни для проведення топографічної зйомки.
У 1823 році Джон Ерікссон винайшов свою першу теплову машину, котра урухомлювалась гарячим повітрям замість водяної пари.

### Англійський період (1826—1839)

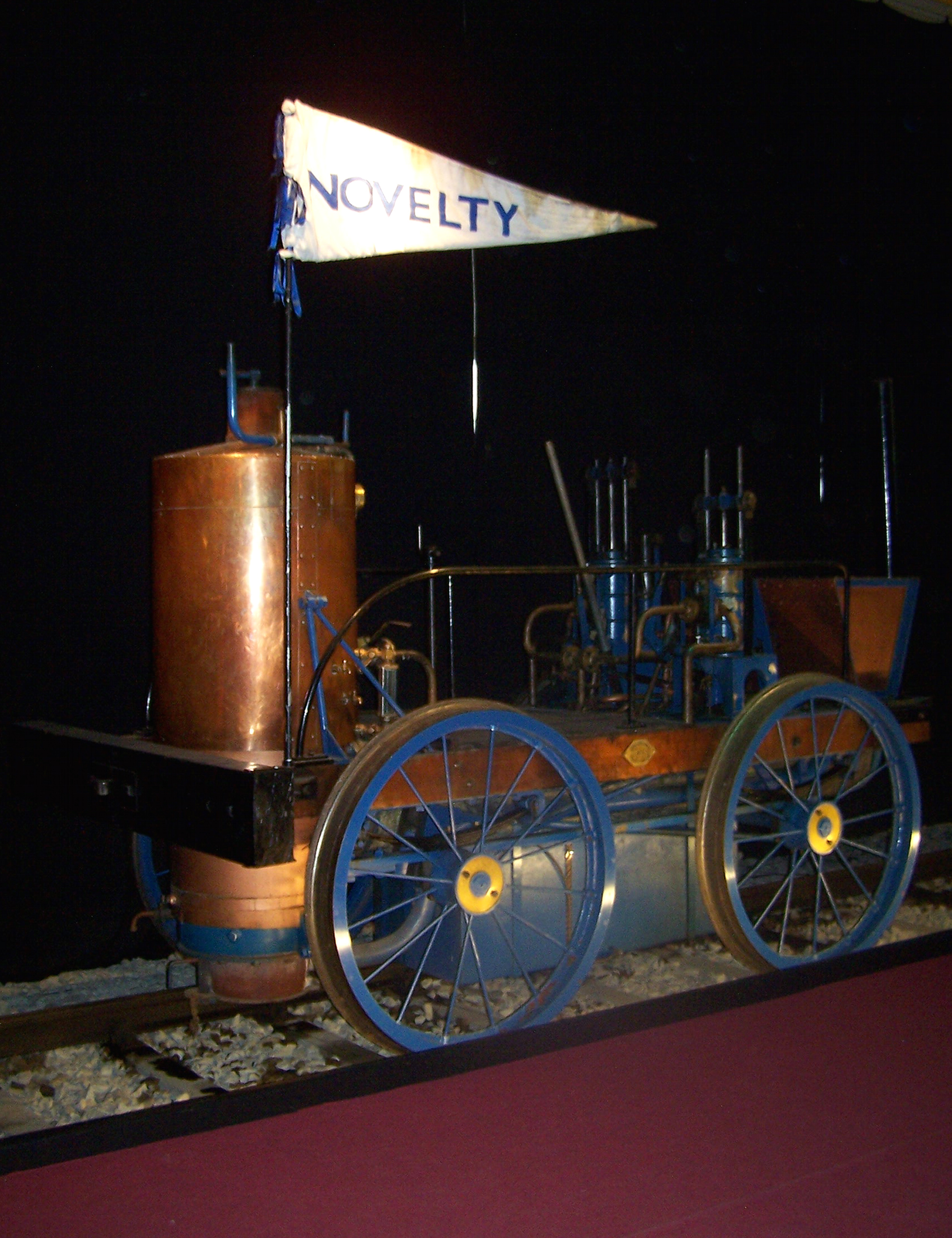
Модель локомотива «Новелті» конструкції Джона Еріксона й Джона Брейтвейта

Після відставки з військової служби він у 1826 році попрямував до Англії, щоб там знайти застосування своєму винаходу. Але на новому місці його теплова машина не прижилася, тому що потребувала березових дров і погано працювала від вугілля, основного виду палива в Англії. Не дивлячись на невдачі, він все ж вирішив присвятити себе механіці і незабаром винайшов парову помпу, пароконденсатор і паровий котел нового типу.
Цей котел Ерікссон встановив на свій новий паровоз «Новелті», і у 1829-му році він взяв участь у Рейнхільських випробуваннях, організованих керівництвом Залізниці Ліверпуль-Манчестер (англ. Liverpool and Manchester Railway) на кращий та найшвидший паровоз, у якому все ж перемога дісталась Джорджу Стефенсону з його «Ракетою», що пройшла усі етапи випробувань. Конструкція Ерікссона виявилась швидшою але страждала від технічних проблем з котлом.
Наступні парові локомотиви конструкції Джона Ерікссона та Джона Брейтвейта, що носили назви «Вільям IV» (англ. William IV) і «Королева Аделаїда» (англ. Queen Adelaide), стали потужнішими і надійнішими. Обидва були перевірені у дії на тій же залізниці, однак керівництво відмовилось від купівлі запропонованих конструкцій. 5 лютого 1830 пожежна машина з приводом водяної помпи від парового двигуна конструкції Ерікссона та Брейтвейта, добре себе зарекомендувала при гасінні пожежі у готелі «Argyll Rooms». Однак на даному етапі кар'єри найуспішнішим проектом Ерікссона став паровий конденсатор, що дозволяв опріснювати воду для роботи котлів пароплавів у морі.

### Американський період (1839—1889)
У 1839 році Джон Ерікссон перебрався до Сполучених Штатів й з того часу мешкав у Нью-Йорку. Тут у 1843 році за його проектом було побудовано військовий корабель «USS Princeton» — перший пароплав з двигуном під ватерлінією та гребним гвинтом, який викликав цілий переворот у конструюванні військових парових суден. Корабель було спущено на воду 29 жовтня 1843. Однак, наступного року під час демонстраційних стрільб в одній з гармат стався вибух у казенній частині, від якого загинули військово-морський міністр Томас Гілмер (англ. Thomas Walter Gilmer), держсекретар Абель Паркер Апшер та ще шість осіб. Усю вину пробували перекласти на Ерікссона, через що він сильно розчарувався у ВМС США.
У 1848 році Ерікссон отримав громадянство США. Довгий час його увагу привертало питання застосування броні для військових кораблів.

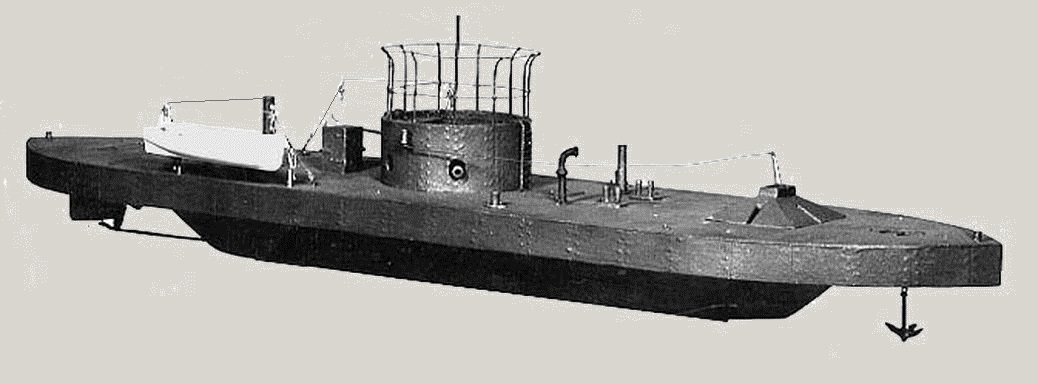
Модель військового корабля «USS Monitor»

На початку громадянської війни у США Джон Ерікссон став відомим побудовою військового корабля особливої конструкції «USS Monitor», яка згодом була удосконалена й лягла в основу конструкції міноносців. Весь корпус корабля був виконаний з заліза. Висота бортів становила всього 60 см. Панцир покривав не лише борти, а й палубу. Палуба була абсолютно порожньою, за винятком добре броньованої кермової рубки і гарматної башти. Обертова добре броньована гарматна башта була озброєна двома 11-дюймовими (279 мм) гладкоствольними гарматами Дальгрена. Корабель було терміново збудовано за 100 днів для протистояння панцирнику «CSS Virginia» конструкції Джона Брука, що був у конфедератів. Всього в конструкції корабля було використано 47 нових винаходів, захищених патентами.
Ерікссон брав участь у розробці інших військових кораблів та зброї, у тому числі одного з видів торпеди, ескадреного міноносця та торпедного катера, що здатен був вести вогонь з гармати по підводних цілях. Він також надавав деяку технічну підтримку Джону Філіпу Голланду у його ранніх роботах зі створення підводного човна.
До пізніших винаходів Ерікссона належить сонячний колектор, так звана «Сонячна машина» (англ. Solarmaschine), яка збирає на особливому дзеркалі сонячні промені і служить безпосереднім джерелом тепла. Проекти з використання нових джерел тепла допомогли Ерікссону трохи підзаробити, щоб продовжити свої експерименти з двигуном на метані.
Він помер у Нью-Йорку 8 березня 1889 року, а наступного року на прохання шведського уряду його тіло було перевезено до Стокгольма, а звідти до Вермланд, де його поховали 15 вересня у Філіпстаді.
Хоча жоден з винаходів Джона не було поставлено на потік на великих підприємствах, його вважають одним з найвпливовіших інженерів-механіків усіх часів.

## Деякі патенти
- USRE 129 E John Ericsson Improvement in propelllng ships Patented Mar. 10, 1849.
- US 4181 A John Ericsson Screw-propeller Patented Sept. 9, 1845.
- US 6844 A John Ericsson Arrangement of engine for using steam expansively. Patented Nov. 6 1849.
- US 14690 A John Ericsson Air engine. Patented Apr. 16, 1866.
- US 41612 John Ericsson Improvement in steam-engines. Patented Feb. 16, 1864.
- US 245804 A John Ericsson Marine torpedo. Patented Aug. 16, 1881.

## Публікації Ерікссона
- Solar investigation. — New York, 1875.
- Contributions to the Centennial Exhibition. — New York, 1877.